# Astragalus idrietorum
Astragalus idrietorum är en ärtväxtart som beskrevs av Rupert Charles Barneby. Astragalus idrietorum ingår i släktet vedlar, och familjen ärtväxter. Inga underarter finns listade i Catalogue of Life.